# Imelda Mary Read
Pour les articles homonymes, voir Read.
Imelda Mary Read dite Mel Read, née le 8 janvier 1939 à Hillingdon, est une femme politique britannique.
Membre du Parti travailliste, elle est députée européenne de 1989 à 2004. 